# Рамахатра, Виктор
Виктор Рамахатра (малаг. Victor Ramahatra; род. 6 сентября 1945, Антананариву) — малагасийский политический деятель, премьер-министр Мадагаскара с 12 февраля 1988 по 8 августа 1991 года.

## Биография
Виктор Рамахатра родился 6 сентября 1945 года в Антананариву.
Во время президентства Дидье Рацираки, с января 1982 занимал пост министра общественных работ, а с 12 февраля 1988 по 8 августа 1991 года пост премьер-министра Мадагаскара. Когда Рацирака вернулся к власти в 1997 году, он назначил Рамахатру личным специальным военным советником. В июне 2002 года Рамахатра был обвинен в государственной измене и заключен в тюрьму по обвинению в участии в заговоре с целью убийства президента Марк Равалумананы. Он был выпущен на свободу в октябре 2002 года.